# Semi Ojeleye
Jesusemilore Talodabijesu Ojeleye, conhecido como Semi Ojeleye (Overland Park, 5 de dezembro de 1994), é um jogador de basquete nigeriano-estadunidense que atua como Ala-pivô no Valencia Basket Club que disputa a Liga ACB (Espanha) e a EuroCopa.
Ele jogou basquete universitário em Duke e na Southern Methodist University e foi selecionado pelos Celtics como a 37ª escolha geral no Draft da NBA de 2017.

## Início da vida e carreira universitária
Os pais de Ojeleye emigraram da Nigéria para o Kansas. Ele estudou na Ottawa High School e em 2013 foi eleito o Jogador do Ano pela revista Parade.
Ele escolheu Duke para jogar no basquete universitário, mas jogou pouco em duas temporadas. Buscando um papel maior, ele foi transferido para a SMU e, em 2016-17 teve médias de 18,9 pontos e 6,8 rebotes e foi eleito Jogador do Ano da AAC.

## Carreira profissional
Após o encerramento de sua última temporada, Ojeleye entrou no Draft da NBA de 2017, mas não contratou um agente, deixando em aberto a possibilidade de um retorno a MSU. Depois de algumas ofertas promissoras, ele anunciou que se comprometeria com o projeto, encerrando sua carreira universitária. Ojeleye foi escolhido pelo Boston Celtics na segunda rodada.
Ojeleye fez sua estréia profissional em 17 de outubro de 2017 em uma derrota por 102-99 para o Cleveland Cavaliers. Durante a temporada regular, ele teve uma média de 2,7 pontos por jogo, emergindo como uma presença defensiva. Ele foi titular no Jogo 5 da série de playoffs contra o Milwaukee Bucks e manteve Giannis Antetokounmpo com 16 pontos.

## Estatísticas

### NBA

#### Temporada regular
| Ano      | Equipe   | PJ  | PT | MPJ  | AP   | 3P   | LL   | RT  | AS | BR | TO | PPJ |
| -------- | -------- | --- | -- | ---- | ---- | ---- | ---- | --- | -- | -- | -- | --- |
| 2017–18  | Boston   | 73  | 0  | 15.8 | .346 | .320 | .610 | 2.2 | .3 | .3 | .1 | 2.7 |
| 2018–19  | Boston   | 56  | 3  | 10.6 | .424 | .315 | .615 | 1.5 | .4 | .2 | .1 | 3.3 |
| 2019–20  | Boston   | 69  | 6  | 14.7 | .408 | .378 | .875 | 2.1 | .5 | .3 | .1 | 3.4 |
| Carreira | Carreira | 198 | 9  | 13.6 | .392 | .337 | .700 | 1.9 | .3 | .2 | .1 | 3.1 |

#### Playoffs
| Ano      | Equipe   | PJ | PT | MPJ  | AP   | 3P   | LL    | RT  | AS | BR | TO | PPJ |
| -------- | -------- | -- | -- | ---- | ---- | ---- | ----- | --- | -- | -- | -- | --- |
| 2018     | Boston   | 17 | 3  | 13.5 | .303 | .273 | .857  | 1.6 | .1 | .2 | .0 | 1.9 |
| 2019     | Boston   | 6  | 0  | 5.7  | .444 | .600 | 1.000 | .3  | .3 | .0 | .0 | 2.2 |
| 2020     | Boston   | 13 | 0  | 9.4  | .350 | .217 | 1.000 | .9  | .1 | .2 | .0 | 1.6 |
| Carreira | Carreira | 36 | 3  | 9.5  | .365 | .363 | .952  | .9  | .1 | .1 | .0 | 1.8 |

### Universitário
| Ano      | Equipe   | PJ | PT | MPJ  | AP   | 3P   | LL   | RT  | AS  | BR | TO | PPJ  |
| -------- | -------- | -- | -- | ---- | ---- | ---- | ---- | --- | --- | -- | -- | ---- |
| 2013–14  | Duke     | 17 | 0  | 4.7  | .500 | .571 | .909 | .9  | .1  | .2 | .2 | 1.6  |
| 2014–15  | Duke     | 6  | 0  | 10.5 | .278 | .250 | .571 | 2.3 | .2  | .5 | .0 | 3.0  |
| 2016–17  | SMU      | 35 | 35 | 34.1 | .487 | .424 | .785 | 6.9 | 1.5 | .4 | .4 | 19.0 |
| Carreira | Carreira | 58 | 35 | 16.4 | .421 | .415 | .755 | 3.3 | .6  | .3 | .2 | 7.8  |

Fonte: